# Paul Blokhuis
Paulus « Paul » Blokhuis, né le 14 novembre 1963 à Zuidhorn, est un homme politique néerlandais. 
Il occupe le poste de secrétaire d'État au ministère de la Santé, du Bien-être et des Sports, au sein du cabinet Rutte III de 2017 à 2022. Il est membre de l'Union chrétienne et est diplômé d'histoire de l'université de Leyde.

## Engagement politique
De 1990 à 2006, il est chargé de mission auprès du groupe parlementaire Union chrétienne (CU, Christenunie).
À partir de 2006, il est premier adjoint de la municipalité d'Apeldoorn, chargé notamment des dossiers bien-être, soins de santé, aide et protection de la jeunesse.
Entré au gouvernement en 2017 à la suite d'un accord de coalition avec l'Union chrétienne, Blokhuis s'engage activement dans la lutte contre le tabagisme. Il veut notamment instaurer une interdiction de fumer aux terrasses de cafés et restaurants, et réduire les points de vente de tabac, en interdisant la vente dans les supermarchés et stations essence.
En novembre 2018, il présente l'« Accord national de prévention » (Nationale Preventieakkoord), conclu entre le gouvernement, les organisations sociales et des sociétés privées destiné à promouvoir la santé au sein de la population.
Une des mesures prévues est l'augmentation du prix du tabac et la mise en place du paquet neutre pour les produits du tabac, destinée à rendre la consommation de tabac moins attractive auprès des jeunes.
Il souhaite interdire tous les liquides des cigarettes électroniques à l’exception des arômes de tabac à partir de 2021, afin de rendre ces produits moins attrayants pour les jeunes,.
Il planifie des mesures comme l'interdiction de vente des produits du tabac dans tous les supermarchés du pays dès 2024, ainsi que la suppression des automates qui en vendent, dès 2022.
Ces dernières mesures devraient permettre de retirer un total de 11 000 points de vente de tabac, sur les 16 000 que compte le pays.